# Prueba Villafranca de Ordizia 2015
La Prueba Villafranca de Ordizia 2015, novantaduesima edizione della corsa e valida come evento dell'UCI Europe Tour 2015 categoria 1.1, si svolse il 25 luglio 2015 su un percorso totale di 170 km. Fu vinta dallo spagnolo Ángel Madrazo che terminò la gara in 4h16'39", alla media di 39,743 km/h.

## Squadre e corridori partecipanti
Partirono 88 corridori mentre sul traguardo giunsero in 65.
| N.      | Cod. | Squadra                    |
| ------- | ---- | -------------------------- |
| 1-10    | MOV  | Movistar Team              |
| 11-18   | OGE  | Orica-GreenEDGE            |
| 21-30   | CJR  | Caja Rural-Seguros RGA     |
| 31-37   | COF  | Cofidis, Solutions Credits |
| 41-48   | RVL  | RusVelo                    |
| 51-60   | BUR  | Burgos BH                  |
| 61-70   | MUR  | Murias Taldea              |
| 71-78   | LPM  | Idea 2010 ASD              |
| 81-87   | EFP  | Efapel                     |
| 91-97   | UKO  | Keith Mobel-Partizan       |
| 101-108 | KMP  | Inteja-MMR Dominican       |

## Ordine d'arrivo (Top 10)
| Pos. | Corridore        | Squadra       | Tempo    |
| ---- | ---------------- | ------------- | -------- |
| 1    | Ángel Madrazo    | Caja Rural    | 4h16'39" |
| 2    | Jon Izagirre     | Movistar      | s.t.     |
| 3    | Amets Txurruka   | Caja Rural    | s.t.     |
| 4    | Cameron Meyer    | Orica         | a 6"     |
| 5    | Ivan Santaromita | Orica         | a 11"    |
| 6    | Luca Cappelli    | Idea 2010 ASD | a 38"    |
| 7    | David Belda      | Burgos BH     | s.t.     |
| 8    | Garikoitz Bravo  | Murias Taldea | s.t.     |
| 9    | Sergey Firsanov  | RusVelo       | a 23"    |
| 10   | Simon Clarke     | Orica         | a 35"    |